# Ayapa
Ayapa est une ville du Mexique, située dans l'état de Tabasco.

## Langue
C'est un des foyers de la langue en voie d'extinction Ayapaneco ou « zoque d’Ayapa ». Mais sous l'égide de l'INALI, l'Institut national des langues indigènes, se développe un programme de revitalisation de la langue et depuis 2013, se tient un festival annuel de la langue à Ayapa,,